# 72 Tenants of Prosperity
Pour plus de détails, voir Fiche technique et Distribution.
72 Tenants of Prosperity (72家租客, 72 ga cho hak ») est une comédie hongkongaise réalisée par Eric Tsang et Patrick Kong (en) et sortie en 2010 en Asie.
Elle cite le film The House of 72 Tenants (1973) comme référence bien que l'histoire soit totalement inédite et que seuls quelques personnages soient repris. C'est le premier film à présenter le nouveau logo de la Shaw Brothers.
Cette comédie parodie d'autres films tels que Ip Man et Murderer, et fait des références à la culture et aux événements de Hong Kong qui ont marqué les médias au cours de l'année, tels que la mort de Michael Jackson ou les attaques à l'acide de Hong Kong (en).
Elle totalise 34 447 831 HK$ de recettes au box-office.

## Synopsis
Dans les années 1970 à Hong Kong, des propriétaires rapaces tentent d'expulser 72 locataires, mais les frères de sang Ha Kung (Eric Tsang) et Shek Kin (Jacky Cheung) les aident à résister et, par hasard, sauvent Pinky (Anita Yuen) d'un mariage forcé. Mais lorsqu'ils tombent tous les deux amoureux d'elle et demandent sa main, elle décide de tirer à pile ou face. Ils essaient tous deux de tricher mais c'est finalement Ha qui remporte le mariage.
Les amis deviennent des ennemis jurés et la haine de la famille Shek alimente une vive rivalité avec Ha dans le commerce qui va de la fabrication de fleurs en plastique à la vente de lait caillé et de haricots puants. Même 40 ans plus tard, ils continuent de s'affronter et, en 2010, se livrent une vive concurrence dans la vente d'appareils électroniques de la rue Sai Yeung Choi, à Mong Kok, la rue la plus achalandée de la ville et abritant encore les 72 locataires.
Dans la rue commerçante, chaque boutique cherche à survivre à la concurrence acharnée en se diversifiant, les magasins d’électronique utilisent des pseudo-mannequins pour leurs promotions et les magasins de bandes dessinées proposent des services de massage des pieds par des lolitas. Ces débrouilles sont mineures comparées à l'exigence du propriétaire qui menace de fermer les magasins si ses demandes de loyer triplé ne sont pas satisfaites. Au milieu de ce conflit, la rue est frappée par des attaques à l'acide et, dans la bonne humeur, les 72 locataires s'unissent et s'engagent à protéger leur secteur.
Dans une atmosphère de peur où évolue toujours le vieux triangle amoureux entre Ha, Pinky et Shek, la nouvelle génération des familles Ha et Shek génère leurs propres histoires d'amour : le fils de Ha qui danse comme Michael Jackson est fasciné par la fille de Shek, fan quant à elle de pornos japonais. La fille de Ha, experte en kung-fu, est poursuivie par le fils amoureux de Shek.

## Fiche technique
- Titre original : 72家租客
- Titre international : 72 Tenants of Prosperity
- Réalisation : Eric Tsang et Patrick Kong (en)
- Scénario : Wong Yeung-tat (en) et Patrick Kong (en)
- Production : Eric Tsang
- Société de production : Shaw Brothers, Television Broadcasts Limited, United Filmmakers Organization, Sil-Metropole Organisation et Sun Wah Media Group
- Société de distribution : Intercontinental Film Distributors (HK)
- Pays de production :  Hong Kong
- Langue originale : cantonais
- Format : couleur
- Genre : comédie
- Durée : 99 minutes
- Dates de sortie :
  - Australie, Nouvelle-Zélande, Hong Kong, Chine et Singapour : 11 février 2010

## Distribution

### Famille Ha
| Acteur                       | Rôle             | Description |
| Eric Tsang Justin Lo (jeune) | Ha Kung 哈公     | frère de sang de Shek Kin qui devient son ennemi juré le mari de Pinky le père de Ha Junior et Ha Nui le propriétaire de Hoi Phone Fu |
| Anita Yuen Fala Chen (jeune) | Pinky 小桃紅     | la fille adoptive de Tai Chi-bing et Tante Trois la femme de Ha Kung la mère de Ha Junior et Ha Nui                                   |
| Bosco Wong                   | Ha Junior 哈太郎 | le fils de Ha Kung et Pinky le frère aîné de Ha Nui le petit ami de Wu Lei-yuk le fan de Michael Jackson                              |
| Linda Chung                  | Ha Nui 哈女      | la fille de Ha Kung et Pinky la petite sœur de Ha Junior la petite amie de Kin Chai                                                   |

### Famille Shek
| Acteur                           | Rôle              | Description |
| Jacky Cheung Raymond Lam (jeune) | Shek Kin 石堅     | frère de sang de Ha Kung qui devient son ennemi juré le père de Wu Lei-yuk et Kin Chai l'amoureux de Pinky le propriétaire de Ting Tai Phone |
| Stephy Tang                      | Wu Lei-yuk 胡里玉 | la fille de Shek Kin la petite amie de Ha Junior la petite sœur de Kin Chai la vice-directrice de porno japonais                             |
| Wong Cho-lam                     | Kin Chai 堅仔     | le fils de Shek Kin le frère aîné de Wu Lei-yuk le petit ami de Ha Nui                                                                       |

### Famille Tai
| Acteur                       | Rôle               | Description |
| Gordon Lam                   | Prince Bing 太子炳 | le propriétaire le mari de Tante Trois le père adoptif de Pinky le vrai père de Bobo (antagoniste)                                          |
| Charmaine Sheh               | Tante Trois 三姑   | la propriétaire la femme de Tai Chi Bing la mère adoptive de Pinky la vraie mère de Bobo (antagoniste)                                      |
| Kate Tsui                    | Bobo 波波          | la secrétaire du syndicat la personne qui jette de l'acide dans la rue Sai Yeung Choi la fille de Tai Chi-bing et Tante Trois (antagoniste) |
| Anita Yuen Fala Chen (jeune) | Pinky 小桃紅       | |

### Hoi Phone Fu
| Acteur                | Rôle    | Description              |
| Emily Kwan (關寶慧)   |         | employée de Hoi Phone Fu |
| Chu Mi-mi (朱咪咪)    |         | employée de Hoi Phone Fu |
| Ma Tai-lo (馬蹄露)    |         | employée de Hoi Phone Fu |
| Ron Ng                | Vincent | employée de Hoi Phone Fu |
| Andy Hui              |         | employée de Hoi Phone Fu |
| Kara Hui              |         | employée de Hoi Phone Fu |
| Ram Chiang (蔣志光)   |         | employée de Hoi Phone Fu |
| Rosanne Lui (呂珊)    |         | employée de Hoi Phone Fu |
| Chun Wong (秦煌)      |         | employée de Hoi Phone Fu |
| Joe Junior            |         | employée de Hoi Phone Fu |
| Tai Yiu-ming (戴耀明) |         | employée de Hoi Phone Fu |

### Ting Tai Phone
| Acteur                  | Rôle           | Description                                  |
| Timmy Hung              |                | employé de Ting Tai Phone                    |
| Denise Ho               |                | employé de Ting Tai Phone                    |
| Sherman Chung           |                | employé de Ting Tai Phone                    |
| Ryan Hui (許懷欣)       |                | employé de Ting Tai Phone                    |
| Tat Dik (狄易達)        |                | employé de Ting Tai Phone                    |
| Vincy Chan              |                | employé de Ting Tai Phone                    |
| Yoyo Chen               |                | employé de Ting Tai Phone                    |
| Kayi Cheung             |                | employé de Ting Tai Phone                    |
| Toby Leung              |                | employé de Ting Tai Phone                    |
| Benjamin Yuen           |                | employé de Ting Tai Phone                    |
| Jacky Heung             |                | employé de Ting Tai Phone                    |
| Joel Chan               |                | employé de Ting Tai Phone                    |
| Lam Yuen-ha (林婉霞)    |                | mannequins promotionnelles de Ting Tai Phone |
| Samantha Ko             |                | mannequins promotionnelles de Ting Tai Phone |
| Jeanette Leung (梁政玨) |                | mannequins promotionnelles de Ting Tai Phone |
| Koni Lui                | Chai Wan 柴灣  | le vendeur de téléphones portables           |
| Yuri Chan (陳蕊蕊)      | Ching Yee 青衣 | le vendeur de téléphones portables           |
| Kibby Lau (劉俐)        | Choi Hung 彩虹 | le vendeur de téléphones portables           |
| Vanco Wong (王淑玲)     | Tai Po 大埔    | le vendeur de téléphones portables           |
| Kimmy Kwan (關婉珊)     | Chuen Wan 荃灣 | le vendeur de téléphones portables           |
| Lily Ho                 | Lucky          |                                              |

### Autre

#### Années 1960
| Acteur              | Rôle                       | Description                             |
| Sunny Chan          | Tailleur 裁縫佬            | le tailleur                             |
| Joe Ma              | Docteur Kam 金醫生         | le docteur                              |
| Lawrence Ng         | Paul Ching Chi-mei 程至美  | le docteur                              |
| Raymond Cho         | Chris Heung-chung 向眾仁   | le docteur                              |
| Ben Wong            | Leung Yue-sang 梁羽生      |                                         |
| Derek Kwok          | Aircraft Fuk 飛機福        |                                         |
| Joyce Cheng         | la dame de Shanghai 上海婆 |                                         |
| Tracy Ip            | Fuk So 福嫂                | la femme de Fuk                         |
| Joyce Tang          | Mme Tailleur 裁縫太太      | la femme du tailleur                    |
| Kaki Leung (梁嘉琪) | la fleuriste 賣花女        |                                         |
| Chuk Man Kwan       |                            |                                         |
| Eileen Yeow         |                            | l'entremetteuse                         |
| David Lo (盧大偉)   | l'officier Chan 陳局長     | le chef de la police veut épouser Pinky |

#### 2010
| Acteur                 | Rôle                     | Description                                       |
| Michael Tse            | Laughing Gor Laughing哥  | chef de la triade policier infiltré               |
| Wayne Lai              | Astro 阿桐木             | le propriétaire de la boutique de bande-dessinées |
| Nancy Sit              | Lolita                   | employée de la boutique de bande-dessinées        |
| Bernice Liu            | Bullet-tooth Jane 彈牙珍 | possède un stand de fishball                      |
| Kevin Cheng            |                          | pompier                                           |
| Kenneth Ma             |                          | pompier                                           |
| Myolie Wu              | Myolie Wu 胡杏兒         | prétend être l'actrice porno japonais Sora Aoi    |
| Chin Kar-lok           |                          |                                                   |
| Tats Lau               |                          | docteur                                           |
| Prudence Liew          | Siu Hung 小紅            | l'amie de Shek Kin                                |
| Ella Koon              | Tin Mi-mi 田咪咪         | un escroc                                         |
| Lam Suet               | Mr Lam 林先生            | un client de Ting Tai Phone                       |
| Kitty Yuen             |                          | diseuse de bonne aventure                         |
| Sammy Leung            |                          |                                                   |
| Jack Hui               |                          | un pilote                                         |
| Aurelien Ng (吳雲甫)   |                          | un pilote                                         |
| Kimmy Kwan (關婉珊)    |                          | une hôtesse de l'air                              |
| Vanco Wong (王淑玲)    |                          | une hôtesse de l'air                              |
| Marcus Kwok (郭田葰)   |                          |                                                   |
| Louis Yuen             |                          |                                                   |
| Oscar Leung (梁烈唯)   |                          | un employé de restaurant                          |
| 6Wing (陸永權)         |                          | un ingénieur de téléphones portables              |
| Ckwan Cheung (鄭詩君)  |                          | un ingénieur de téléphones portables              |
| Aimee Chan             |                          | l'employée du recensement                         |
| Kingdom Yuen (苑瓊丹)  |                          |                                                   |
| Tsui Ming (徐萌)       |                          |                                                   |
| Sherry Chen (陳爽)     |                          |                                                   |
| Chu Ching-yee (朱倩兒) |                          |                                                   |
| Yung Kai-nei (翁佳妮)  |                          |                                                   |
| Janice Ting (丁樂鍶)   |                          |                                                   |
| Lau Siu-kwan (劉少君)  |                          |                                                   |
| Natalis Chan           | Natalis Chan 陳百祥      | un propriétaire de restaurant                     |
| Chin Siu-ho            | Fishy 金魚佬             |                                                   |
| Wu Fung                | Uncle Wah 華叔           | un propriétaire de librairie                      |
| William So             |                          |                                                   |
| Dicky Cheung           |                          |                                                   |
| Kelly Chen             | Kelly Chen 陳慧琳        | une chanteuse                                     |
| Mak Cheung-ching       |                          | un propriétaire de magasin de chaussures          |
| Angela Tong            |                          | un acheteur de téléphone portable                 |
| Jaime Chik             |                          | une locataire                                     |
| Tin Kai-man (田啟文)   | Quatre Chai Man 四仔佬   |                                                   |
| Sam Lee                | l'homme au basket 波鞋佬 |                                                   |
| Maggie Shiu            |                          | une policière                                     |
| Janet Chow             |                          |                                                   |
| Terence Chui (小肥)    |                          | un danseur de rue                                 |
| Carlo Ng (吳家樂)      |                          | un marchand ambulant de nourriture                |
| Peter Lai (黎彼得)     |                          | un marchand ambulant de nourriture                |
| Gill Mohindepaul Singh |                          | apparaît dans les nouvelles                       |
| Wong Ching (王青)      |                          |                                                   |
| Natalie Tong           |                          |                                                   |
| Shum Oi Lam (沈愛琳)   |                          |                                                   |
| Fala Chen              | Siu Fui Hung 小灰熊      |                                                   |
| Ku Feng                | Tin Ngan 天眼            |                                                   |